# Animo infantile
Animo infantile è un romanzo breve scritto da Hermann Hesse tra il 1918 e il 1919, all'età di 41 anni, quando stava uscendo da un grave depressione, curata grazie all'incontro con la psicanalisi junghiana.
Descrive un episodio realmente vissuto dallo scrittore nella sua infanzia, nel novembre 1889, quando abitava a Calw.

## Trama
Il protagonista è un ragazzo di undici anni, che un giorno ritorna da scuola e, non trovando nessuno in casa, sale al piano di sopra nello studio di suo padre, dove ruba una collana di fichi secchi dal cassetto del suo comodino, senza sapere perché, solo per impossessarsi di qualcosa che appartenga al genitore. Viene preso in seguito dai rimorsi della coscienza, ma non osa confessare il furto a suo padre. Il tentativo di nascondere la verità metterà in moto una spirale perversa, fatta di menzogne e autoaccuse interiori.
Con la dolorosa sensazione di aver commesso un crimine, l'eroe si precipita nei boschi alla periferia della cittadina invece di andare a scuola. Sulla via del ritorno incontra il suo amico Oscar Weber ed ha un violento litigio con lui. Sul tardi il ragazzo torna a casa, dove i suoi genitori lo stanno aspettando in ansia.
Il giorno dopo, di domenica, l'episodio sembra ormai dimenticato, ma dopo le funzioni religiose il padre gli compare improvvisamente davanti, trovando i fichi nascosti nella sua camera, e chiededogliene conto con fare imperturbabile.
Il ragazzo prova a fingere di aver acquistato i fichi ad una pasticceria di Calw, con i soldi presi da un salvadanaio in comune col suo amico Oscar. Il padre lo conduce allora al negozio per averne conferma, ma prima di entrare lui si rifiuta di proseguire ammettendo di aver mentito.
(Animo infantile, trad. it. di F. Puglioli, Rizzoli, 1995, pag. 49)
Una volta a casa, il padre gli chiede se quei fichi li avesse rubati, e il ragazzo a questo punto non può che annuire. 
Per punizione viene rinchiuso per un pomeriggio in una stanza della soffitta, dove tuttavia trascorre il tempo piacevolmente nella lettura di alcuni libri rinvenuti in un cassone.
La storia si conclude con la riappacificazione tra padre e figlio, che alla fine commenta: «Quando fui nel mio letto, ebbi la certezza ch'egli mi aveva completamente perdonato – molto più completamente di quanto io avessi perdonato lui».

## Tematiche
(Animo infantile, trad. it. di Ervino Pocar, Mondadori, 1977, pp. 787-822)
Hesse descrive con sapiente analisi psicologica il mondo interiore di un ragazzo sopraffatto dai sensi di colpa per un peccato veniale, e il suo difficile rapporto di amore-odio nei confronti del padre. Emerge inoltre nel romanzo la componente autobiografica di un'educazione religiosa assai severa, basata sulla paura e sul castigo. L'alternanza fra i sentimenti di colpa e devozione, e allo stesso tempo di ribellione a Dio ed al rigido moralismo familiare, era la medesima vissuta da Hesse, che scrisse questo romanzo come un atto di accusa nei confronti del mondo degli adulti.
La tematica è affine a quella del romanzo Demian, scritto dall'autore all'incirca nello stesso periodo, il cui protagonista si chiama Emil Sinclair.

## Edizioni italiane
- Hermann Hesse, Animo infantile, in Id., Romanzi, traduzioni di Ervino Pocar, Anna Pandolfi, Barbara Allason e Massimo Mila, Milano, Mondadori Editore, I Meridiani, 1977
- Hermann Hesse, Animo infantile, in Id., Animo infantile e altri racconti, trad. di F. Puglioli, Milano, Rizzoli, 1995